# Экономика Гуджарата
Штат Гуджарат расположен на северо-западном побережье Индии. Его экономика основана на нефтегазовой, химической и текстильной промышленности, большое значение имеют производство фармацевтики, цемента, автомобилей, морских судов и пищевых продуктов, обработка алмазов, морской транспорт, финансовый сектор, сельское хозяйство и рыболовство. По состоянию на 2010 год на Гуджарат приходилось 16 % промышленного производства Индии, 22 % экспорта страны, 35 % производства лекарств, 51 % химического производства, 62 % нефтехимического производства, около 66 % производства соли и более 90 % производства соды.
Во времена британского правления гуджаратские коммерсанты, особенно из числа парсов, играли важную роль в экономике Бомбея и Карачи. В период независимой Индии крупнейшими экономическими центрами штата стали Ахмадабад (5,6 млн), Сурат (4,5 млн), Вадодара (1,7 млн), Раджкот (1,3 млн), Бхавнагар (650 тыс.), Джамнагар (530 тыс.), Джунагадх (320 тыс.), Бхудж (300 тыс.) и Вапи (170 тыс.).
Штат делится на пять экономических районов — юго-восточный (округа Валсад, Данг, Навсари, Сурат и Тапи), восточный (округа Ананд, Ахмадабад, Бхаруч, Вадодара, Гандинагар, Даход, Кхеда, Махисагар, Нармада, Панчмахал и Чхота-Удайпур), северо-восточный (округа Аравалли, Банаскантха, Мехсана, Патан и Сабаркантха), центральный или Саураштра (округа Амрели, Ботад, Бхавнагар, Гир-Сомнатх, Девбхуми-Дварка, Джамнагар, Джунагадх, Морби, Порбандар, Раджкот и Сурендранагар) и северо-западный или Кач (округ Кач).
В Гуджарате расположены одни из крупнейших в стране сетей газопроводов и асфальтированных дорог, почти все деревни электрифицированы и подключены к широкополосному интернету. Между Ахмадабадом и Гандинагаром строится высотный деловой комплекс Gujarat International Finance Tec-City. Автор гуджаратского «экономического чуда» Нарендра Моди в 2014 году стал премьер-министром Индии.

## Компании
В Ахмадабаде расположены штаб-квартиры многопрофильных конгломератов Adani Group (в том числе энергетической компании Adani Power), Lalbhai Group (в том числе текстильной компании Arvind и химической компании Atul), Torrent Group (в том числе фармацевтической компании Torrent Pharmaceuticals, энергетической компании Torrent Power и кабельной компании Torrent Cables) и Ajanta Group, фармацевтических компаний Cadila Healthcare, Dishman Pharmaceuticals and Chemicals и Intas Biopharmaceuticals, нефтегазовой компании Gujarat State Petroleum Corporation, газораспределительной компании Gujarat Gas, горнодобывающей компании Gujarat Mineral Development Corporation, энергетической компании Gujarat State Energy Generation, транспортной компании Gujarat State Road Transport Corporation, производителя косметики и моющих средств Nirma, пищевой компании Vadilal, чайной компании Gujarat Tea Processors & Packers, ай-ти компании Infibeam, строительной компании Sadbhav Engineering, производителя медицинского и лабораторного оборудования Shakti Pharmatech, издательской компании Aankhodekhi Group.
В Вадодаре базируются один из крупнейших банков страны Bank of Baroda, энергетические компании Gujarat Urja Vikas Nigam, Gujarat State Electricity Corporation, Gujarat Energy Transmission Corporation и Madhya Gujarat Vij, химическая компания Gujarat State Fertilizers and Chemicals, производитель композиционных материалов Kemrock. В Сурате базируются энергетическая компания Dakshin Gujarat Vij и текстильная компания Garden Silk Mills. В Раджкоте базируются энергетическая компания Paschim Gujarat Vij и пищевая компания Balaji Group. В Мехсане базируется энергетическая компания Uttar Gujarat Vij. В Ананде расположены штаб-квартиры крупнейшей молочной компании страны Amul и производителя промышленного оборудования Elecon Engineering. В Гандинагаре базируется производитель металлургического и электротехнического оборудования Electrotherm. В Калоле (округ Панчмахал) расположена штаб-квартира производителя пластмассовых изделий и текстиля Sintex Industries.
Среди крупнейших проектов, реализованных в Гуджарате частными компаниями — нефтехимические зоны Reliance Group и Essar Group в Джамнагаре, портово-промышленные зоны Adani Group в Мундре (округ Кач) и Дхолере (округ Ахмадабад).

## Промышленность
Основная добыча нефти и газа ведётся в Калоле, Кхамбхате и Анклешваре (Oil and Natural Gas Corporation), остальное сырьё для растущей нефтехимической промышленности поступает на танкерах из стран Персидского залива. 
В городе Джамнагар расположен крупнейший в стране нефтеперерабатывающий и нефтехимический комплекс компании Reliance Industries. В пригороде Джамнагара Вадинаре расположены нефтеперерабатывающий завод компании Essar Oil и офшорный нефтяной терминал компании Indian Oil Corporation. В пригороде Вадодары Кояли расположен нефтеперерабатывающий завод Gujarat Refinery компании Indian Oil Corporation. Компания Indian Petrochemicals Corporation владеет нефтехимическими заводами в Вадодаре и Дахедже (округ Бхаруч), компании Oil and Natural Gas Corporation, GAIL и Gujarat State Petroleum Corporation — совместным нефтехимическим заводом в Дахедже, компании Royal Dutch Shell и Total — совместным заводом сжиженного газа в Хазире (округ Сурат), компания GAIL — заводами сжиженного газа в Вагходия (округ Вадодара) и Гандхаре (округ Бхаруч). В порту Дахедж находится терминал жидких химических продуктов компании Gujarat Chemical Port Terminal. В Дахедже и Хазире расположены терминалы сжиженного природного газа Petronet LNG.
Среди крупнейших химических предприятий штата — заводы химических удобрений Gujarat Narmada Valley Fertilisers в Бхаруче, Krishak Bharati Cooperative в Хазире, Indian Farmers Fertiliser Cooperative в Калоле (округ Гандинагар) и Кандле (округ Кач), фармацевтические заводы Cadila Healthcare в Сананде (округ Ахмадабад), Анклешваре (округ Бхаруч) и Падре (округ Вадодара), Dishman Pharmaceuticals and Chemicals в Бавле и Народе (округ Ахмадабад), Torrent Pharmaceuticals в Чхатрале (округ Гандинагар), Sun Pharmaceutical в Халоле (округ Панчмахал), шинный завод компании CEAT в Халоле, химические заводы компаний Gujarat Fluorochemicals в Дахедже, Atul в Валсаде и Lanxess в Джхагадия (округ Бхаруч).   
В Сананде (округ Ахмадабад) базируются автосборочные заводы Tata Motors, Ford и PSA Peugeot Citroën, завод энергетического оборудования компании Hitachi, в Халоле (округ Панчмахал) — автосборочный завод компании General Motors и электротехнический завод Siemens. Компания Larsen & Toubro владеет заводом тяжёлого машиностроения и судостроительной верфью в Хазире, компания Mahindra Gujarat Tractor — тракторным заводом в Вадодаре. Компания ABG Shipyard владеет судостроительными верфями в Сурате и Дахедже. Компания Pipavav Shipyard владеет судостроительным заводом возле города Раджула (округ Амрели). Компания Modest Infrastructure владеет двумя судоверфями в Бхавнагаре. В городе Аланг (округ Бхавнагар) расположен крупнейший в мире комплекс по утилизации морских судов.  
Пищевая промышленность штата специализируется на производстве растительного масла, сахара, молочных продуктов (фабрика мороженого Vadilal в округе Гандинагар), упаковке чая (фабрика Gujarat Tea в округе Кхеда). В Ананде базируется крупнейшая молочная компания страны Amul (Anand Milk Union Limited), в Алипоре (округ Навсари) — молочный кооператив Vasudhara Dairy. Текстильные фабрики компании Arvind расположены в Народе (округ Ахмадабад) и Сантедже (округ Гандинагар), компании Century Textile and Industries — в Вапи (округ Валсад) и Джхагадия (округ Бхаруч).
Компания Essar Steel владеет металлургическим заводом в Хазире (округ Сурат), компания Welspun Corp — трубными заводами в Дахедже и Анджаре (округ Кач), компания UltraTech Cement — цементными заводами в Раджуле (округ Амрели), Джафрабаде (округ Амрели) и Ванакбори (округ Кхеда). В пригороде Вадодары расположен стекольный завод компании Haldyn Glass, в Халоле — стекольный завод компании Saint-Gobain.  

### Энергетика
В энергетике штата большую роль играют угольные, газовые и атомные электростанции. Gujarat State Electricity Corporation владеет угольными электростанциями в Ванакбори (округ Кхеда), Укае (округ Тапи), Гандинагаре, Сикке (округ Джамнагар) и Лакхпате (округ Кач), газовыми электростанциями в Утране (округ Сурат) и Дхуваране (округ Ананд), нефтегазовой электростанцией в Дхуваране, гидроэлектростанциями в Укае и Кадане (округ Панчмахал). Torrent Power владеет угольной электростанцией Сабармати в Ахмадабаде, Gujarat Industrial Power Corporation — угольной электростанцией в Сурате, National Thermal Power Corporation — газовыми электростанциями в Урджа-Нагаре (округ Бхаруч) и Адитья-Нагаре (округ Сурат).  
Adani Power владеет угольной электростанцией в Мундре и солнечной электростанцией в Битте (обе расположены в округе Кач), Gujarat Mineral Development Corporation владеет угольной электростанцией в Наничхере (округ Кач), Tata Power — угольной электростанцией в Мундре и солнечной электростанцией в Митхапуре (округ Девбхуми-Дварка), Essar Energy — двумя газовыми электростанциями возле Хазиры (округ Сурат), газовой электростанцией в Вадинаре (округ Джамнагар) и угольной электростанцией в Вадинаре, Gujarat State Energy Generation — газовой электростанцией возле Хазиры, CLP Group — газовой электростанцией в Пагутхане (округ Бхаруч), Nuclear Power Corporation of India — АЭС Какрапар.
Sardar Sarovar Narmada Nigam управляет гидроэлектростанцией Сардар-Саровар (округ Тапи). В округе Патан расположен Charanka Solar Park, входящий в состав крупнейшего в стране Gujarat Solar Park.

## Сельское хозяйство
Гуджарат имеет общеиндийское значение в выращивании хлопка, арахиса, табака и сахарного тростника. Также в штате выращивают рис, пшеницу, джовар, баджру, кукурузу, горох, нут, финики, разводят молочный скот, в том числе коров и буйволиц, а также овец, коз и птицу. Гуджарат - крупнейший производитель молока и сливочного масла в Индии, также он занимает видное место в производстве мяса, яиц, растительного масла и сахара. В деревнях имеется множество мелких предприятий и кооперативов по первичной обработке хлопка и шерсти.

## Транспорт и связь
Основной пассажиропоток приходится на международный аэропорт имени Сардара Валлабхай Пателя (Ахмадабад). Крупнейшим морским портом штата является Кандла (округ Кач), за ним следуют порты Хазира, Мундра, Дахедж, Вадинар и Порбандар. Компания GAIL контролирует газопровод HVJ Gas Pipeline из Хазиры в район Файзабада, компания Reliance Industries — газопровод East West Gas Pipeline из Какинады в Бхаруч, компания Indian Oil Corporation — нефтепровод из Кандлы в Бхатинду.   
Adani Group контролирует частный порт Мундра (округ Кач), включая крупнейший в мире угольный терминал, и терминалы в портах Хазира (округ Сурат), Дахедж (округ Бхаруч) и Кандла. Essar Ports контролирует терминалы в портах Вадинар (округ Джамнагар), Салая (округ Джамнагар) и Хазира. Компания A.P. Moller-Maersk Group через APM Terminals управляет частным портом Пипавав (округ Амрели).
В штате действует скоростная автомагистраль National Expressway 1 (Ахмадабад — Вадодара), оживлённое движение наблюдается на трассах National Highway 6 (Хазира — Калькутта), National Highway 8 (Дели — Ахмадабад — Вадодара — Сурат — Мумбай) и National Highway 8A (Ахмадабад — Мандви).

## Финансовый сектор
В штате действуют три фондовые биржи — Ахмадабадская (1894), Вадодарская (1990) и биржа Саураштры — Кача в Раджкоте (1989). В Гуджарате базируется один из крупнейших банков Индии — Bank of Baroda, а также отделения крупнейших банков страны — State Bank of India, ICICI Bank, HDFC Bank, Axis Bank, Punjab National Bank, Bank of India, Union Bank of India, Kotak Mahindra Bank, IDBI Bank, Central Bank of India и Canara Bank.

## Торговля
Среди крупнейших торговых центров Гуджарата — AlphaOne Mall, Ganesh Meridian, Kalasagar Shopping Hub, Iscon Mega Mall, 10 Acres Mall, Gulmohar Park Mall, Acropolis Mall и Wide Angle (Ахмадабад), Crystal Mall (Раджкот), Rahul Raj Mall и Cinepolis (Сурат), Westside Shopping Complex (Вадодара).

## Туризм
По состоянию на 2010 год Гуджарат посетило около 20 млн туристов. Среди главных достопримечательностей — морские пляжи, национальные парки, в которых обитают азиатские львы, индуистские и джайнские храмы, дворцы махараджей и султанов, места, где родились Махатма Ганди и Валлабхаи Патель.

## Региональные особенности
Ахмадабад является крупнейшим экономическим центром западной Индии после Мумбаи, крупнейшим производителем денима, крупнейшим экспортёром огранённых камней и ювелирных изделий. Также это крупный центр розничной торговли, фармацевтической промышленности и информационных технологий (Tata Consultancy Services, Tech Mahindra, Wipro, Infosys и HCL Technologies). В 2010 году ВВП Ахмадабада достиг 160 млрд долл.
Сурат является важным центром текстильной промышленности и обработки алмазов. Порт и основные промышленные предприятия расположены в пригороде Хазира, другие предприятия — в пригородах Удхана и Пандесара.
Ахмадабад
Бхаруч и соседние пригороды Анклешвар, Джхагадия и Дахедж являются крупными центрами химической, текстильной и пищевой промышленности, где расположены предприятия компаний BASF, Ciba, Bayer, Lanxess, Sanofi, Pfizer, PepsiCo, Reliance Industries, Oil and Natural Gas Corporation, GAIL, Gujarat State Petroleum Corporation, Gujarat Narmada Valley Fertilisers, Indian Petrochemicals Corporation, Cadila Healthcare, Wockhardt, Glenmark Pharmaceuticals, Lupin, ABG Shipyard, Welspun Group и Videocon.
На юге Гуджарата находится другой кластер химической и текстильной промышленности, расположенный вокруг города Вапи (к нему примыкают крупные промышленные центры Даман и Силвасса, административно не относящиеся к территории Гуджарата). В Вапи и окрестностях базируются предприятия Alok Industries, Welspun Group, Century Textile and Industries, Raymond Group, Gujarat Heavy Chemicals, Bayer, United Phosphorus, Micro Inks, Supreet Chemicals, Arti Chemical, Themis Chemicals и Sarna Chemicals.
В Раджкоте и пригородах базируются предприятия, выпускающие промышленное оборудование, автокомплектующие, двигатели, станки, подшипники, детали часов (Atul Auto, Mahindra Gears and Transmissions, Synnova Gears and Transmissions, Jyoti CNC, Macpower CNC Machines). Также город известен своим ювелирным базаром, текстильными предприятиями, в последнее время развиваются информационные технологии.